# Ixora opaca
Ixora opaca är en måreväxtart som beskrevs av Robert Brown och George Don jr. Ixora opaca ingår i släktet Ixora och familjen måreväxter. Inga underarter finns listade i Catalogue of Life.